# Александер Массіалас
Александер Массіалас (англ. Alexander Massialas; нар. 20 квітня 1994 року, Сан-Франциско, Каліфорнія США) — американський фехтувальник на рапірах, срібний призер Олімпійських ігор 2016 року в індивідуальній рапірі та бронзовий у командній рапірі, призер чемпіонатів світу та Панамериканських ігор.

## Виступи на Олімпіадах
| Олімпіада           | Дисципліна           | Місце |
| ------------------- | -------------------- | ----- |
| Лондон 2012         | індивідуальна рапіра | 13    |
| Лондон 2012         | командна рапіра      | 4     |
| Ріо-де-Жанейро 2016 | індивідуальна рапіра | 2     |
| Ріо-де-Жанейро 2016 | командна рапіра      | 3     |
| Токіо 2020          | індивідуальна рапіра | 18    |
| Токіо 2020          | командна рапіра      | 3     |
| Париж 2024          | індивідуальна рапіра | 11    |
| Париж 2024          | командна рапіра      | 4     |